# بالگردگاه بیمارستان ایمنیول
بالگردگاه بیمارستان ایمنیول (به انگلیسی: Emanuel Hospital Heliport) یک فرودگاه خصوصی است. این فرودگاه در شهر پورتلند، اورگن کشور ایالات متحده آمریکا قرار دارد و در ارتفاع ۴۸ متری از سطح دریا واقع شده است.